# Aerie Pharmaceuticals
Aerie Pharmaceuticals Inc. 是一家臨床階段的製藥公司，專注於發現、開發與商業化治療青光眼及其他眼疾的療法。Aerie 的兩項主要產品候選藥物為每日一次用藥，具備降低眼內壓的作用機制，旨在治療患有青光眼或眼壓過高的患者。
2022年8月，瑞士眼科護理公司愛爾康同意以7.7億美元收購 Aerie Pharmaceuticals。此項收購於2022年11月完成。